# Alan Becker
Alan Becker (sinh năm 1989) là một họa sĩ hoạt hình từ Dublin, Ohio, được biết tới nhiều nhất qua series hoạt hình "Animator vs. Animation" và hai phiên bản "Animation vs. Minecraft" (AVM) và "Animation vs. YouTube" (có sự xuất hiện của nhiều YouTuber nổi tiếng) trên Newgrounds và YouTube.

## Cuộc đời
Alan Becker sinh ra trong một gia đình có 5 người. Gia đình anh chỉ có duy nhất một cái máy tính để dùng, họ cho anh quyền sử dụng rất hạn chế. Nhưng kể từ khi anh được ghi danh vào trường trực tuyến, nhà trường đã cung cấp cho anh một cái máy tính xách tay riêng. Điều này đã cho anh tự do thử nghiệm nhiều như anh muốn. Khi 11 tuổi, anh đã thử nghiệm hoạt hình dưới dạng pixel, nhưng khi anh phát hiện ra một phần mềm hoạt hình đa năng được gọi là Macromedia Flash và anh đã thử sử dụng nó. Sau đó anh bắt đầu đăng tải những hoạt hình lên Newgrounds. Điều tuyệt vời trong trang này là những ảnh động đều được đăng trực tiếp lên trang nhất. Bộ phim anh đăng lên Newgrounds là Pink Army. Nó đã không nhận được điểm thấp, anh rất thích thú với hoạt hình đầu tiên anh làm bằng Macromedia Flash. Vào một ngày anh có một ý tưởng về một bộ phim nói về cuộc chiến giữa người que với con trỏ chuột. Năm 2006, ở tuổi 17, Alan đăng tải video "Animator vs. Animation" trên trang chia sẻ Newgrounds, và đoạn video sau đó đã đạt top 2 chỉ sau một ngày và nhanh chóng được lan truyền và được tải lên lại trên nhiều trang web khác nhau. Alan suýt nữa thì bán đi bản quyền phim hoạt hình của mình với giá chỉ 75 USD nhưng sau đó đã quyết định từ chối, nghe theo lời khuyên của Steven Lerner, chủ sở hữu trang web Albino Blacksheep.
Sau đó anh phát hiện ra đoạn phim này đã được tải lên trang Ebaums World mà không có sự cho phép (đây là trang web nổi tiếng vì thường xuyên tải lại nội dung của người khác mà không xin phép). Sau khi Steven Lerner dùng đây làm chứng cớ trong một vụ kiện chống lại Ebaums World, Alan lại chấp nhận khoản thanh toán 250 USD để đổi lấy quyền sử dụng đoạn phim. Tuy nhiên, sau khi thay đổi ý định, anh đã trả lại tiền và xóa đoạn phim đi.
Atom Films thuyết phục Alan thực hiện phần tiếp theo, "Animator vs. Animation II", sau thành công của đoạn phim đầu tiên, và sau nhiều yêu cầu nữa, anh lại tiếp tục thực hiện phần ba, "Animator vs. Animation III", trước khi chuyển sang làm các dự án khác. Năm 2007, Charles Yeh ngỏ ý muốn làm một trò chơi ăn theo loạt phim của anh và sau khi chứng kiến sản phẩm ấn tượng của anh, Alan đồng ý cộng tác. Alan định để phần ba làm phần cuối trong series, nói rằng anh "muốn đảm bảo không thể ra được phần tiếp theo nào nữa" bằng cách kết thúc video bằng màn hình xanh chết chóc, để cho thấy chiếc máy tính đã hỏng hoàn toàn và series hoạt hình không thể tiến xa hơn. Nhưng anh cũng nói rằng giảng viên dạy hoạt hình của anh đã truyền cảm hứng cho anh tiếp tục trên YouTube. Sau khi xong anh bắt đầu học ở đại học để nghiên cứu thêm về hoạt hình và mục tiêu tiếp theo của anh là làm việc ở Pixar. Khi tốt nghiệp, thầy giáo của anh Tom nói "Hãy nhìn xem cậu có một lượng fan hâm mộ khủng lồ và một loạt độc đáo với rất nhiều tiềm năng. Nó sẽ thật lãng phí nếu cậu không tiếp tục nó."Video thứ tư của anh, "Animator vs. Animation IV", nhận được hơn 11.000 USD trên trang kêu gọi vốn Kickstarter. cũng là do lời nói của thầy giáo Tom.
Alan gần đây còn tạo các tác phẩm có liên quan tới tựa game Minecraft như video "Animation vs. Minecraft" và cả một thế giới dựa trên bộ phim My Neighbor Totoro của Studio Ghibli.
Alan cũng thực hiện loạt các video hướng dẫn làm phim hoạt hình dựa trên "12 nguyên lý cơ bản của hoạt hình" mà anh tải lên kênh YouTube thứ hai của mình là "Alan Becker Tutorials" nơi anh sẽ đăng tải các video hướng dẫn về animation.
Video phổ biến nhất trên kênh của anh là "Animation vs. Minecraft", thu hút được gần 200 triệu lượt xem trên YouTube.
Vào ngày 21 tháng 11 năm 2017, Alan cho biết đang cộng tác với Insanity Games để tạo ra một trò chơi bài dựa trên các phim hoạt hình của anh. Dự kiến nó sẽ được ra mắt vào tháng 5 năm 2018.
Bắt đầu từ ngày 18 tháng 11 năm 2017, Alan còn thực hiện một loạt các phim hoạt hình ngắn mới về Minecraft sau khi video "Animation vs. Minecraft" nhận được nhiều sự chú ý hơn, đánh bại "Animator vs. Animation" trở thành video được xem nhiều nhất trên kênh của anh.
Vào ngày 19 tháng 8 năm 2018, Alan cho ra mắt loạt phim hoạt hình kết hợp với các cảnh quay ngoài đời thực mới mang tên "Animator vs Animation Short" đánh dấu sự trở lại sau sự thành công của loạt series dài 4 phần mang tên "Animator vs Animation".

## Giải thưởng
Năm 2007, "Animator vs. Animation II" đã thắng Giải Webby dành cho Video được khán giả lựa chọn.

## Danh sách phim
| Năm  | Video | Ghi chú                                             |
| ---- | --- | --------------------------------------------------- |
| 2004 | Pink Army |                                                     |
| 2006 | Animator vs. Animation |                                                     |
| 2007 | Animator vs. Animation II | Giành Giải thưởng Webby "Sự lựa chọn của mọi người" |
| 2010 | We Are Corn |                                                     |
| 2010 | If Water Had Eyes |                                                     |
| 2011 | Animator vs. Animation III |                                                     |
| 2011 | The Burger |                                                     |
| 2012 | Burger Box |                                                     |
| 2012 | Stick Texting |                                                     |
| 2013 | My paper crane flew away |                                                     |
| 2013 | Lumin |                                                     |
| 2013 | A Wild Pokémon Sighting |                                                     |
| 2014 | Revolt TV Animation |                                                     |
| 2014 | Revolt TV Animation 2 |                                                     |
| 2014 | Animator vs. Animation IV |                                                     |
| 2015 | Chairbending |                                                     |
| 2015 | Stick Texting - A Whole Conversation |                                                     |
| 2015 | Animation vs. Minecraft |                                                     |
| 2016 | The Story Of Love |                                                     |
| 2016 | GreeNoodle |                                                     |
| 2017 | Animation vs. YouTube |                                                     |
| 2017 | AVM Shorts #1 - The Rediscovery |                                                     |
| 2017 | AVM Shorts #2 - The Building Contest |                                                     |
| 2018 | AVM Shorts #3 - The Roller Coaster |                                                     |
| 2018 | AVM Shorts #4 - Potions |                                                     |
| 2018 | AVM Shorts #5 - Note Blocks |                                                     |
| 2018 | AVM Shorts #6 - Command Blocks |                                                     |
| 2018 | AVM Shorts #7 - PVP |                                                     |
| 2018 | AVM Shorts #8 - The Nether |                                                     |
| 2018 | AVM Shorts #9 - Villagers |                                                     |
| 2018 | AVA Shorts #1 - The Virus |                                                     |
| 2018 | AVM Shorts #10 - The End |                                                     |
| 2018 | AVA Shorts #2 - The Chosen One's Return |                                                     |
| 2018 | Animation vs League of Legends |                                                     |
| 2019 | AVM Shorts #11 - SkyBlock |                                                     |
| 2019 | AVA Shorts #3 - The Flashback |                                                     |
| 2019 | AVM Shorts #12 - TNT Land |                                                     |
| 2019 | Animation vs Pokémon |                                                     |
| 2019 | AVM Shorts #13 - The Dolphin Kingdom |                                                     |
| 2019 | AVM Shorts #14 - Cave Spider Roller Coaster |                                                     |
| 2019 | Blue's New Superpower | Video gây quỹ cho #TeamTrees                        |
| 2019 | Animation vs Super Mario Bros |                                                     |
| 2020 | AVM Shorts #15 - Redstone Academy |                                                     |
| 2020 | AVM Shorts #16 - Note Block Battle |                                                     |
| 2020 | AVM Shorts #17 - Build Battle |                                                     |
| 2020 | AVM Shorts #18 - Texture Pack |                                                     |
| 2020 | AVM Shorts #19 - Lucky Blocks |                                                     |
| 2020 | AVA Shorts #4 - The Showdown |                                                     |
| 2020 | Animator vs. Animation V | Tuyển tập các tập AVA Shorts                        |
| 2020 | AVM Shorts #20 - The Piglin War |                                                     |
| 2021 | AVM Shorts #21 - The Witch AVM Shorts #22 - Parkour AVM Shorts #23 - Titan Ravager AVM Shorts #24 - Lush Caves Epic Moments - Animation vs. Minecraft (Series 1) AVM Shorts #25 - The Ultimate Weapon AVM Shorts #26 - The Warden Animaton vs. Arcade Games (official) Animation vs. Trash (#TeamSeas) |                                                     |
| 2022 | AVM Shorts #27 - Monster School |                                                     |
| 2022 | AVM Shorts #28 - The Raid |                                                     |
| 2022 | AVM Shorts #29 - Note Block Universe |                                                     |
| 2022 | AVM Shorts #30 - The King |                                                     |
| 2023 | Animator vs. Animation VI - Wanted - Ep 1 | Mùa 2 của Series AvA Shorts                         |
| 2023 | AVM Shorts #31 -Ultimate Minecraft Race |                                                     |
| 2023 | Animation vs. Math |                                                     |
| 2023 | AVM Shorts #32 - The Chef |                                                     |

## Video game
- Animator vs. Game (2007)

| Animator vs Game | Animator vs Game                            |
| ---------------- | ------------------------------------------- |
| Ngày ra mắt      | 2006/2007                                   |
| Người chơi       | 1 Người chơi - 2 Người chơi                 |
| Phiên bản        | Phiên bản Bình thường và Phiên bản Đặc biệt |
| Người sáng tạo   | Alan Becker & Charles Yeh                   |